# Vladimir Karapetoff

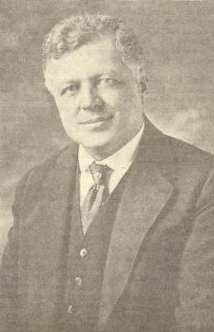

Vladimir Karapetoff (* 8. Januar 1876 in Sankt Petersburg; † 11. Januar 1948) war ein US-amerikanischer Autor, Musiker und Professor für Elektrotechnik russischer Herkunft.
Seine Eltern waren Nikita Karapetoff and Anna (Ivanova).
Er wurde Professor für Elektrotechnik an der Cornell University in Ithaca, New York.
Am 2. August 1904 heiratete er Frances Lulu Gillmor.
1920 und 1924 war er Kandidat der New York State Engineer and Surveyor. 1932 kandidierte er im 41. Bezirk für den Senat von New York.

## Werke
- Über mehrphasige Stromsysteme bei ungleichmässiger Belastung. Stuttgart: Enke, 1900.
- Engineering Applications of Higher Mathematics
- The electric circuit[2]
- The magnetic circuit
- Experimental electrical engineering and manual for electrical testing for engineers and for students in engineering laboratories; J. Wiley & Sons, inc., Chapman & Hall, 1933
- Rhythmical tales of stormy years; 1937
- Elementary electrical testing; John Wiley & sons, inc., 1913
- Electrical laboratory experiments, theory and practice ; J. Wiley, Chapman & Hall, 1936